# یواس‌اس آبچلیک (ای‌ام-۵۱)
یواس‌اس آبچلیک (ای‌ام-۵۱) (به انگلیسی: USS Sandpiper (AM-51)) یک کشتی بود که طول آن ۱۸۷ فوت ۱۰ اینچ (۵۷٫۲۵ متر) بود. این کشتی در سال ۱۹۱۹ ساخته شد.